# グラーフ&シュティフト

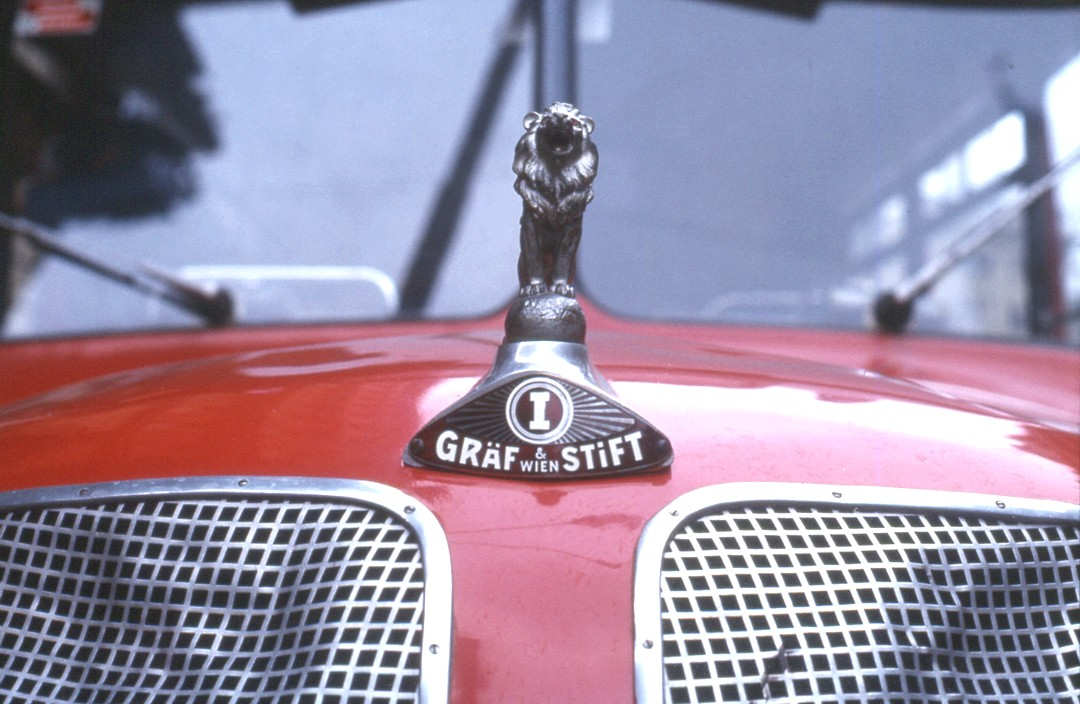
グラーフ&シュティフトのエンブレム。

グラーフ&シュティフト (Gräf & Stift) は、1902年から2001年にかけて存在したオーストリアの自動車及びトラック、バス、トロリーバスのメーカー。晩期はMANの子会社。フランツ、ハインリッヒ、カールのグラーフ家の3人兄弟並びに投資家ヴィルヘルム・シュティフトによって1902年に設立された。1914年6月のサラエヴォで、フランツ・フェルディナント大公及びその妻ゾフィーが暗殺された際に乗っていた「ドッペル・フェートン」を生産するなど、第二次世界大戦以前は高級自動車メーカーとして広く知られた存在であった。1930年代に入る頃にはトラックやバスの生産にも手を広げていたが、自動車の生産に関しては1938年に終了した。1971年にオーストリア・オートモービル・ファブリック (ÖAF) と合併し、ÖAFグラーフ&シュティフトAGに改称。同じ年にMAN AGに買収された。その後もMANの子会社として事業を継続し、「グラーフ&シュティフト」の名は2001年にMAN Sonderfahrzeuge AGに改称するまでオーストリア市場とトロリーバスでMANブランドが使用した。会社が所在していたウィーンの生産設備は今日に引き継がれているものの、「グラーフ&シュティフト」の名は使われていない。

## 沿革

### 創業

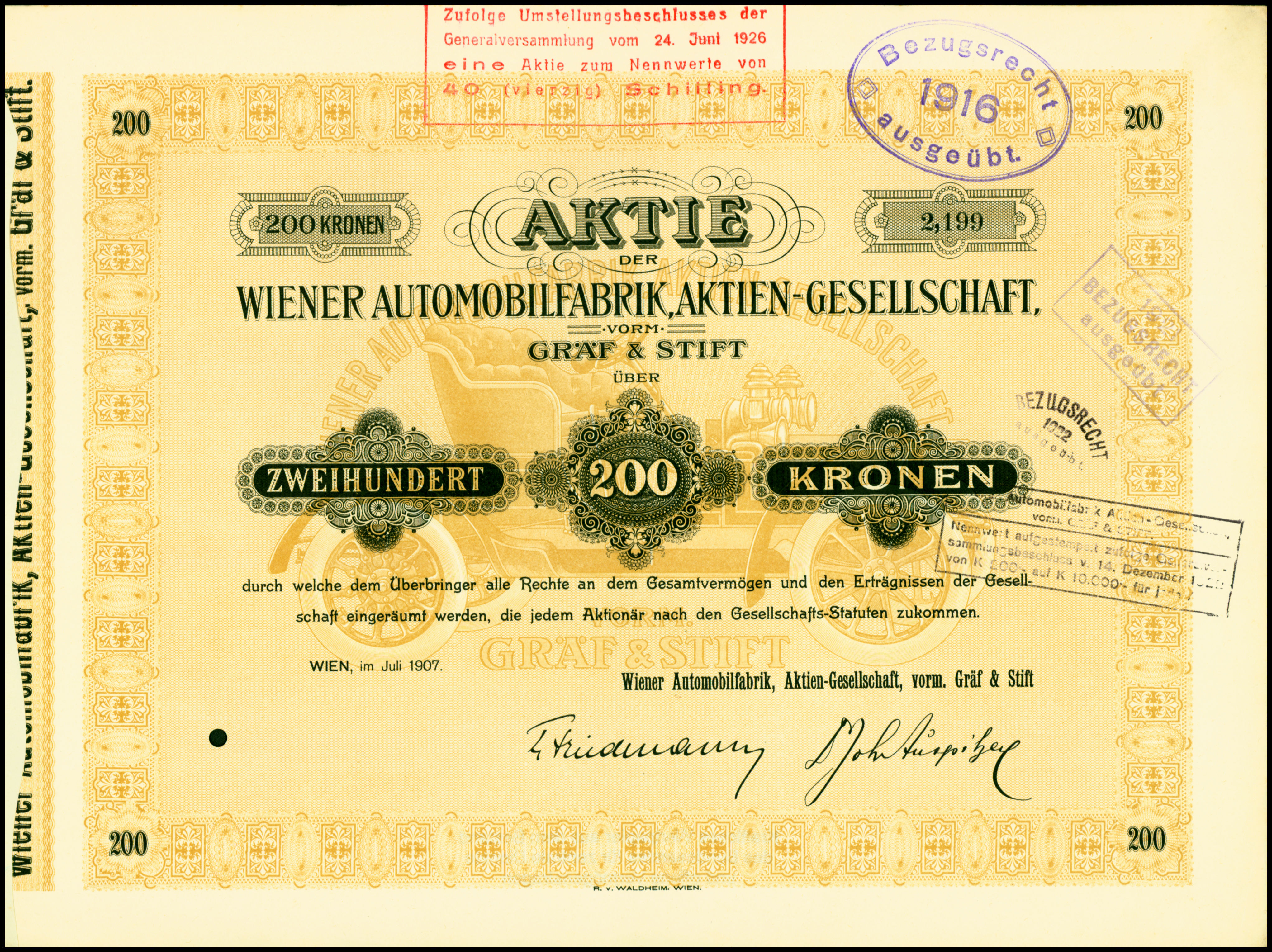
グラーフ&シュティフトが1907年7月に発行したウィーン自動車工業AGの株券。

グラーフ兄弟たちは1893年にウィーンで自転車修理店を開業し、ほどなくして自転車の製造に進出した。自転車の売れ行きは好調で、会社拡張のため移転を余儀なくされるほどであった。自転車ビジネスがヨーロッパで爆発的な流行を見せる中、彼らは登場後間もない自動車の潜在力に目をつけ、ジョセフ・カインツにデザインを依頼した。出来上がったのは、ド・ディオン・ブートン社製単気筒エンジンを車体前方に搭載したヴォワテュレットで、当時としては珍しいフロント・エンジンからフロント・アクスルに動力を伝える構造であった。種々の資料によると1895年から1898年にかけて製造されたと見られる。おそらく世界初の前輪駆動の自動車であり、1900年にはこの技術で特許も取得しているが、量産化の日の目を見ることはなく、2台のみの製造に終わった。しかしながらこのヴォワテュレットは1914年まで日常的に使用され、1970年代初頭まで実働可能な状態にあった。

### ヴィルヘルム・シュティフトとの提携
1901年、グラーフ兄弟たちはオーストリア人実業家のヴィルヘルム・シュティフトとの協力関係を築いた。シュティフトは自動車輸入事業を手がける傍ら、「セレリタス」ブランドを立ち上げ自動車製造業にも乗り出していた。フランス製エンジンを搭載したセレリタス車はグラーフの工場で組み上げられ、やがて1904年にグラーフ兄弟とシュティフトは「グラーフ&シュティフト」と名付けた合弁会社を設立した。その後、自動車の製造販売を手がけるアーノルド・スピッツのブランド「スピッツ」車の製造を請け負っていたが、1907年にスピッツが経営破綻したのを機にグラーフ&シュティフトの名を冠した自社ブランドの自動車の生産を開始した。
大型高級路線に注力したグラーフ&シュティフト車はオーストリア貴族の間やハプスブルク家でも人気となった。また、高級車以外にもバスやトラムの車体の重要メーカーに成長していった。

### サラエボ事件

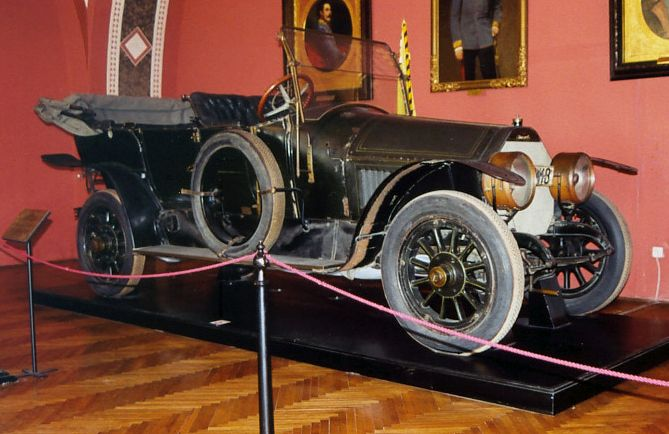
フランツ・フェルディナント大公が1914年6月28日に暗殺される際に乗っていたグラーフ&シュティフト「ドッペル・フェートン」。

1910年12月15日に、1台のグラーフ&シュティフト製高級セダン「ドッペル・フェートン」（エンジン番号287）がフランツ・フォン・ハラック伯爵によって購入された。ハラックの購入したこの車は32PSを発生する4気筒エンジンを搭載していた。1914年のサラエヴォでガヴリロ・プリンツィプがフランツ・フェルディナント大公を暗殺した際に、大公とその妻がハラックと共に乗っていたのがこの車である。この暗殺事件は、宣戦布告及び第一次世界大戦の開戦に直結する一連の外交戦略を呼び起こした。

### 戦間期

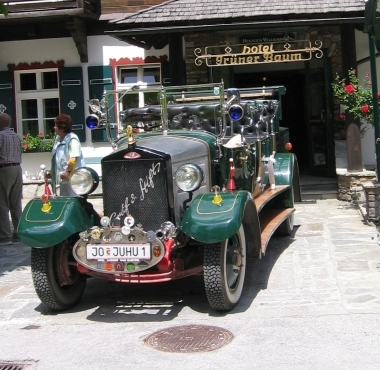
1928年製のグラーフ&シュティフト車。

グラーフ&シュティフトは戦争が始まると戦時需要に対応するべくトラック及びバス、特殊車両の生産を開始。これらは主力製品となり、非常に困難な時代の中で会社の興隆を築いた。乗用車の製造は2リッターの中型モデル「VK 1」が1920年に再開されたのみである。「VK 1」は1925年まで製造され、1926年から「VK 2」にモデルチェンジして1930年まで製造された。グラーフ&シュティフトは1920年代から1930年代前半にかけて製造販売した6気筒クラスのモデルで高級車路線に回帰していた。1930年にグラーフ&シュティフト初の8気筒型高級車「SP 8」を発表。1937年にその後継車となる「SP 9」を発表した。
自動車製造事業における充分な収益性を確保するため、グラーフ&シュティフトは4.6リッター8気筒エンジンを搭載した小型モデル「G 35」「G 36」「G 8」を売り出した。また、低価格車市場への製品提供のため、1935年から1936年にかけてフランス車のモデルの一つを「MF 6」として組み立てることでシトロエンと合意した（2.65リッター6気筒エンジンを搭載。これによりグラーフ&シュティフトは自社製6気筒エンジンの生産を1935年に終了した）。後にドイツ・フォードとの合弁事業を開始。「グラーフ・フォード V8」と名付けられた8気筒フォードライセンス生産車を組み立てた。
いずれの合弁事業もグラーフ&シュティフトの乗用車の収益性を確保することに成功しなかったため、グラーフ&シュティフトは撤退を決断するに至った。グラーフ&シュティフトの最後の自社生産車は新型12気筒エンジンを搭載した「C 12」で、トラックやバスの製造事業に注力するため乗用車の製造を終了した1938年に非常に少ない台数が生産された。

### 第二次世界大戦後
グラーフ&シュティフトは1945年以後もトラック及びバスの車両メーカーとして存続し、グラーフ家の経営する同族会社として在り続けた。1948年にはグラーフ&シュティフト初のトロリーバスを製造した。

### MANの子会社として

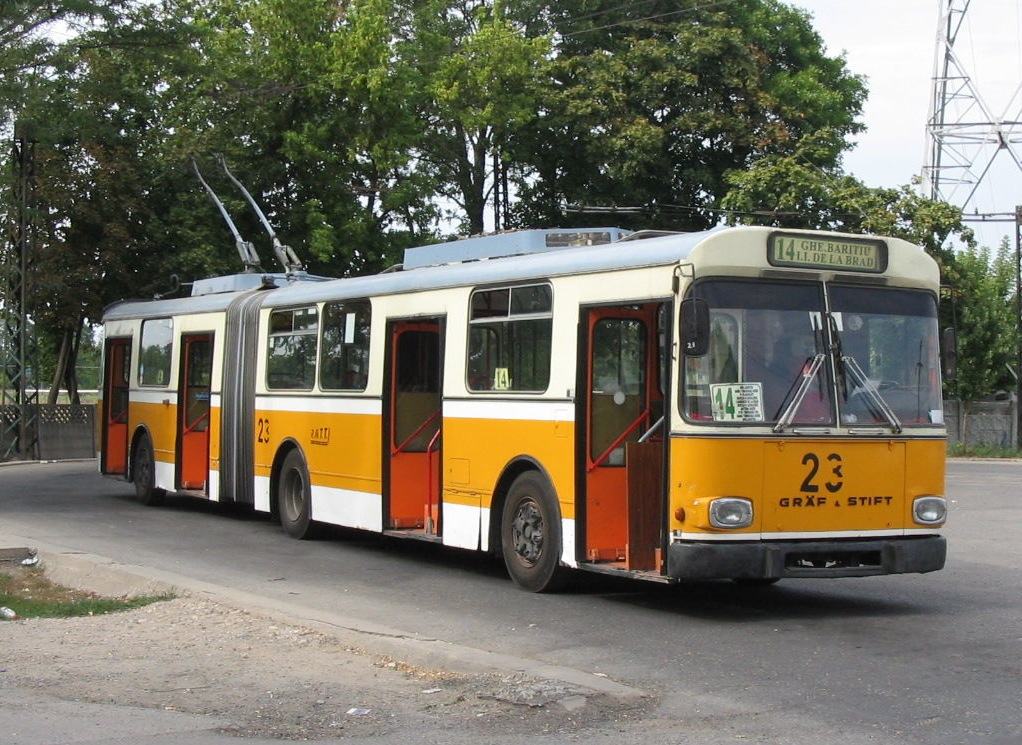
2003年にルーマニアで営業中のグラーフ&シュティフトの1980年製トロリーバス。

1971年にオーストリア・オートモービル・ファブリック (ÖAF) と合併し、ÖAFグラーフ&シュティフトAGに改称。同じ年にMAN AGに買収された。その後もMANの子会社として事業を継続した。引き続きウィーンを拠点にしながら、MANの設計によるオーストリア市場向けのトラックやバスの供給に重点を置きつつ、さらにトロリーバスに特化し、1980年代と1990年代においてMANのトロリーバスの主力製造企業となった。グラーフ&シュティフトの名を冠したトロリーバスの車体は、ザルツブルクやゾーリンゲン、ベルゲン（ノルウェー）などをのほか、いくつかのヨーロッパの都市で供給された。
2000年12月31日時点のÖAFグラーフ&シュティフトAGの従業員数は897人で、2000年下半期の売り上げ高は1億1100万ユーロであった。
長年にわたって使用された「グラーフ&シュティフト」の名は、MANが2001年にネオプランを買収したことを機に、同年に行われた組織再編の一環として「MAN Sonderfahrzeuge AG」に改称したことで終わりを迎えた。その後、2004年に「MAN Nutzfahrzeuge Österreich AG」に再び改称された。同じ年にMANはグラーフ&シュティフトが所在していたウィーンのリーシンク地区に新しい工場を建設し、引き続きこの地域において最も多くの雇用を生み出す企業となっている。

## 乗用車モデル（1920-1938年）

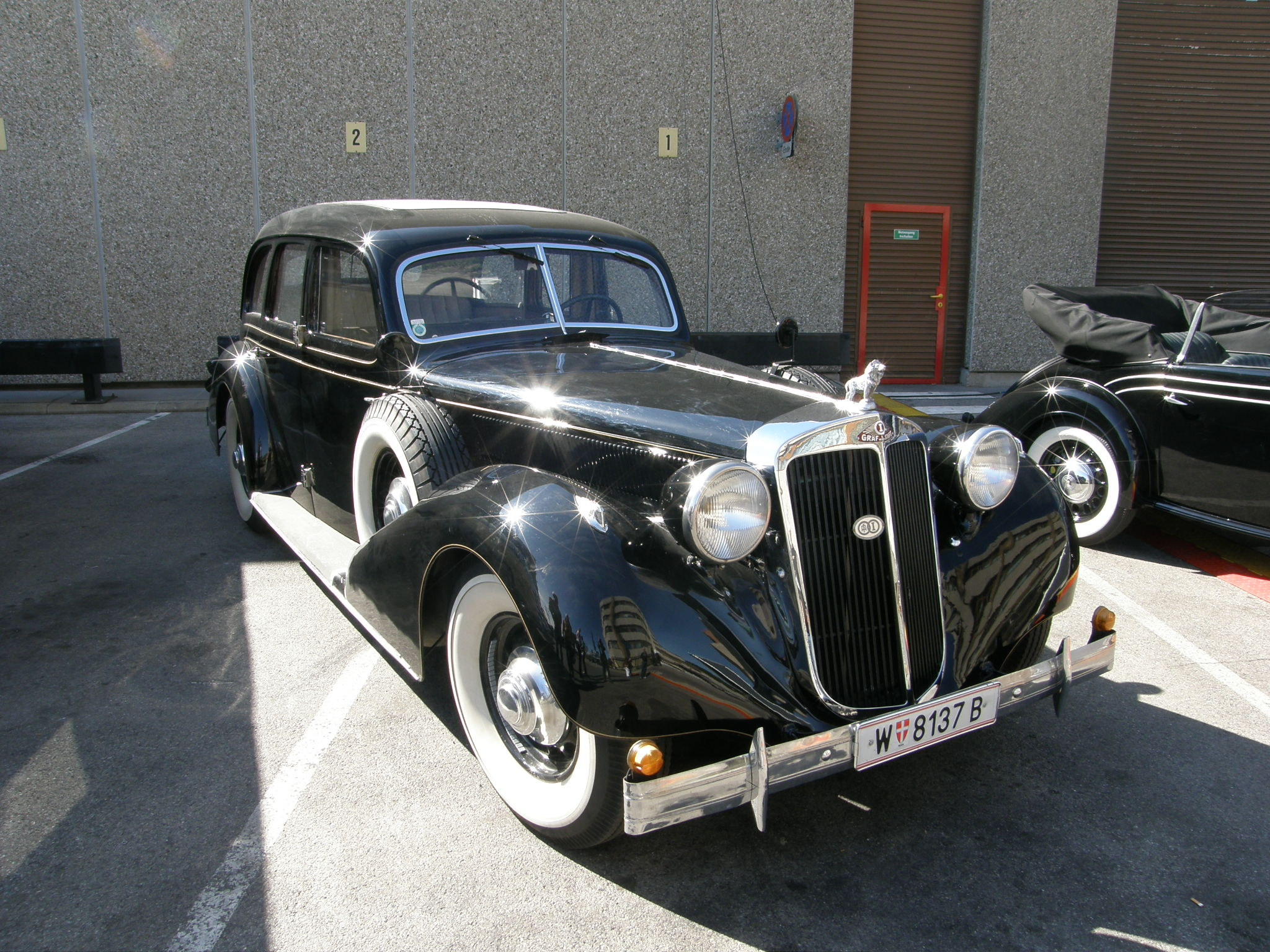
グラーフ&シュティフトの最後の自社生産車「C 12」。

| モデル                  | 生産期間    | 気筒  | 排気量   | 最高出力        | 最高速度 |
| ----------------------- | ----------- | ----- | -------- | --------------- | -------- |
| VK 1                    | 1920–1925年 | 直列4 | 1877 cm³ | 20 PS (14,7 kW) | 80 km/h  |
| SR 2                    | 1921–1924年 | 直列6 | 7749 cm³ | 75 PS (55 kW)   |          |
| SR 3                    | 1924–1926年 | 直列6 | 7749 cm³ | 90 PS (66 kW)   |          |
| SP 5                    | 1924–1933年 | 直列6 | 3920 cm³ | 70 PS (51 kW)   | 100 km/h |
| S 3                     | 1925–1931年 | 直列6 | 5959 cm³ | 80 PS (59 kW)   | 120 km/h |
| SR 4                    | 1926–1928年 | 直列6 | 7749 cm³ | 110 PS (81 kW)  | 110 km/h |
| VK 2                    | 1926–1930年 | 直列4 | 1950 cm³ | 30 PS (22 kW)   | 90 km/h  |
| SP 7                    | 1927–1929年 | 直列6 | 7070 cm³ | 120 PS (88 kW)  | 125 km/h |
| SP 8                    | 1930–1936年 | 直列8 | 5923 cm³ | 125 PS (92 kW)  | 120 km/h |
| SP 6                    | 1934–1935年 | 直列6 | 3920 cm³ | 85 PS (62,5 kW) | 110 km/h |
| MF 6 (シトロエン 15 CV) | 1934–1936年 | 直列6 | 2650 cm³ | 56 PS (41,2 kW) | 100 km/h |
| G 35 / G 36 / G 8       | 1935–1938年 | 直列8 | 4587 cm³ | 110 PS (81 kW)  | 130 km/h |
| グラーフ・フォード V8   | 1936–1937年 | V型8  | 3620 cm³ | 90 PS (66 kW)   | 130 km/h |
| SP 9                    | 1937–1938年 | 直列8 | 5923 cm³ | 125 PS (92 kW)  | 130 km/h |
| C 12                    | 1938年      | V型12 | 4036 cm³ | 110 PS (81 kW)  | 125 km/h |

## バス

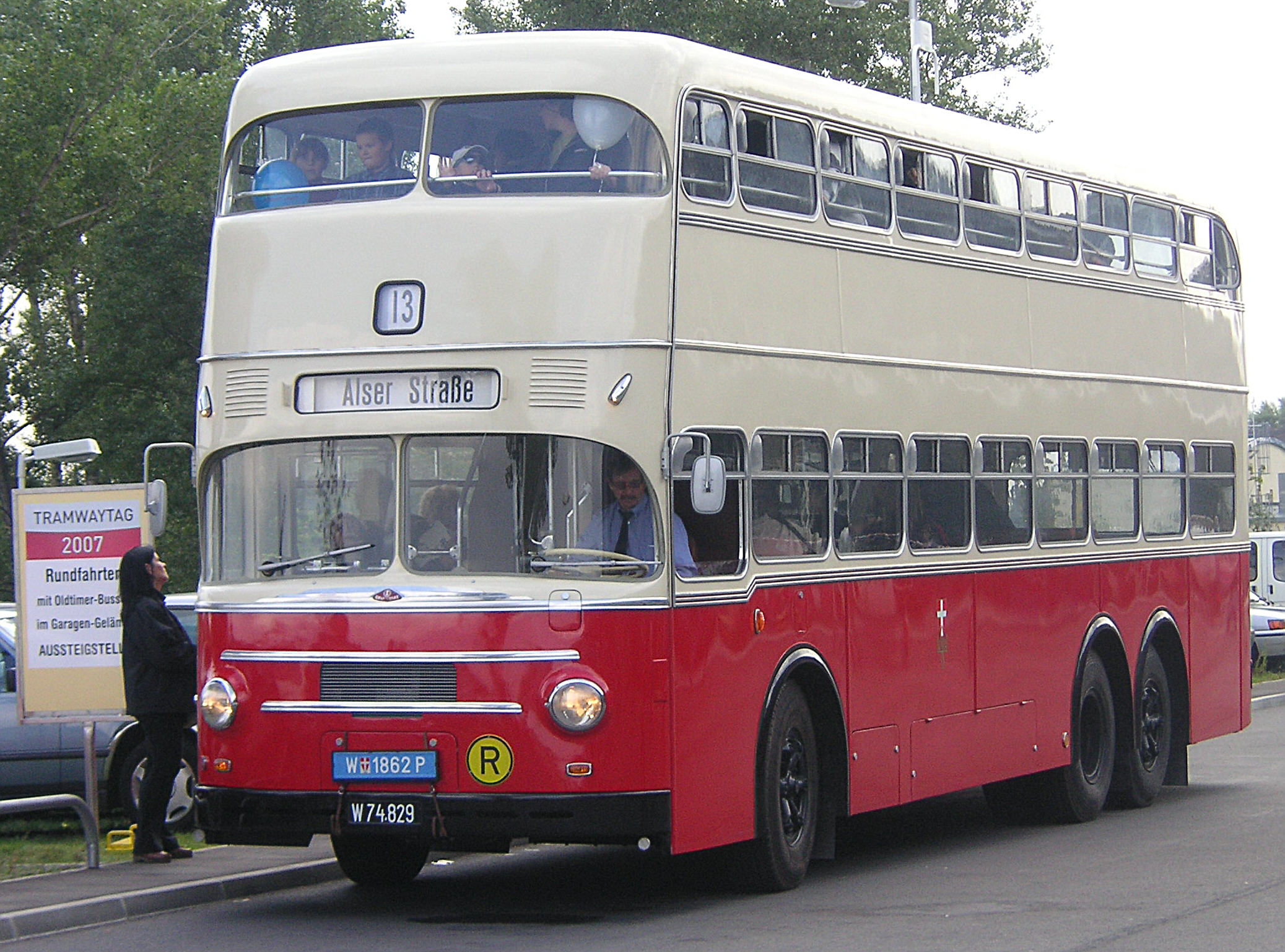
1961年から1970年代中期にかけてウィーンで利用されたグラーフ&シュティフト製2階建てバス「DD-2FU」。（詳細）。

グラーフ&シュティフトのバスの1つに「DD-U10」がある。1960年に生産された3軸タイプの2階建てバスで、105人乗り（66席）の車両は都市バス「TS-U10」をベースにしている。 主にビュッシング製150hpエンジンが搭載された。 まもなくディーゼルまたはトロリーバスとしての共同バスがあった。

## トロリーバス
ÖAFグラーフ&シュティフトAG製トロリーバスは、ザルツブルク、リンツ、インスブルック（オーストリア）、ゾーリンゲン、エーベルシュワルド（FRG）、ベルゲン（ノルウェー）の各都市で使用された。